# Fritování

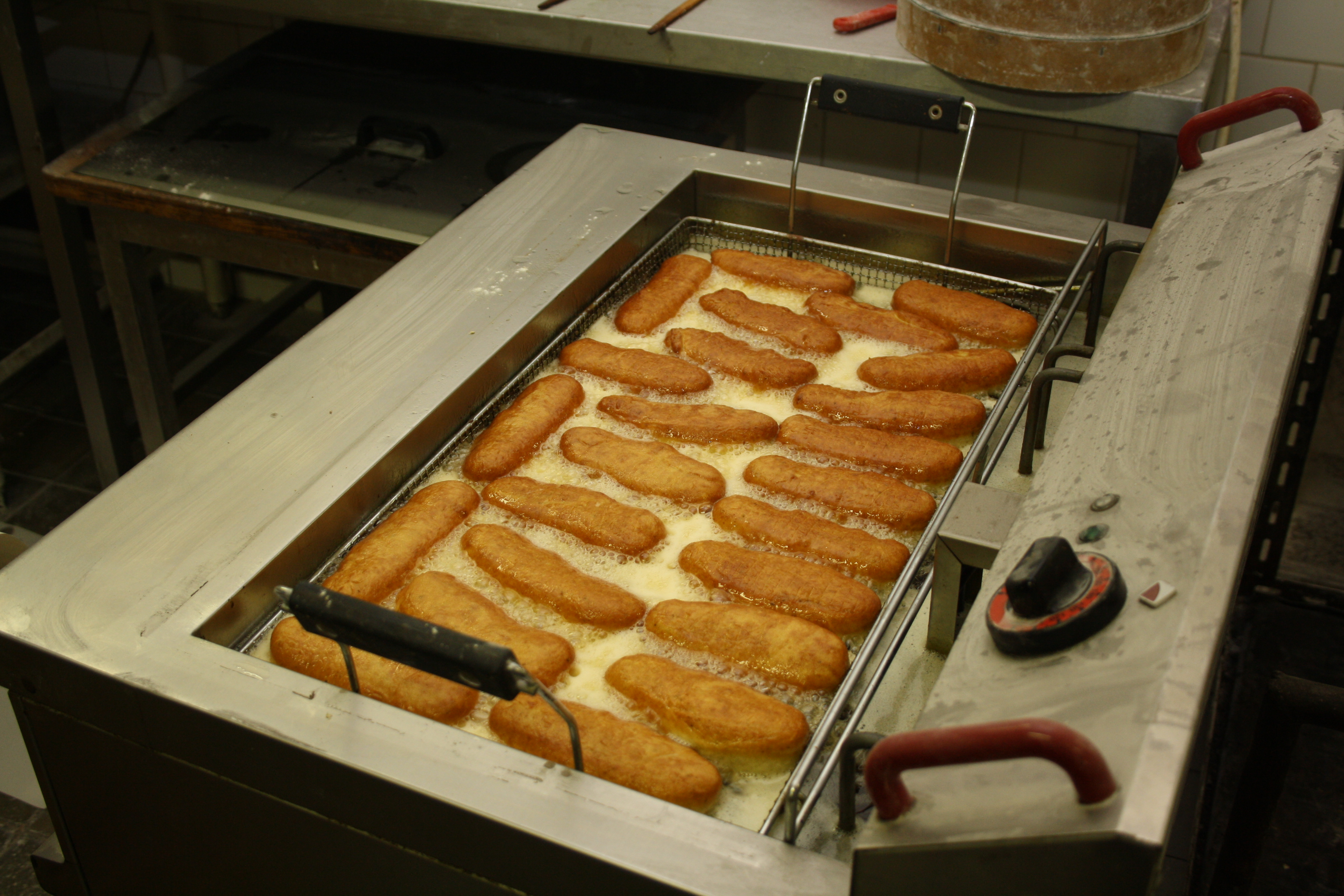
Fritování bramboráčků

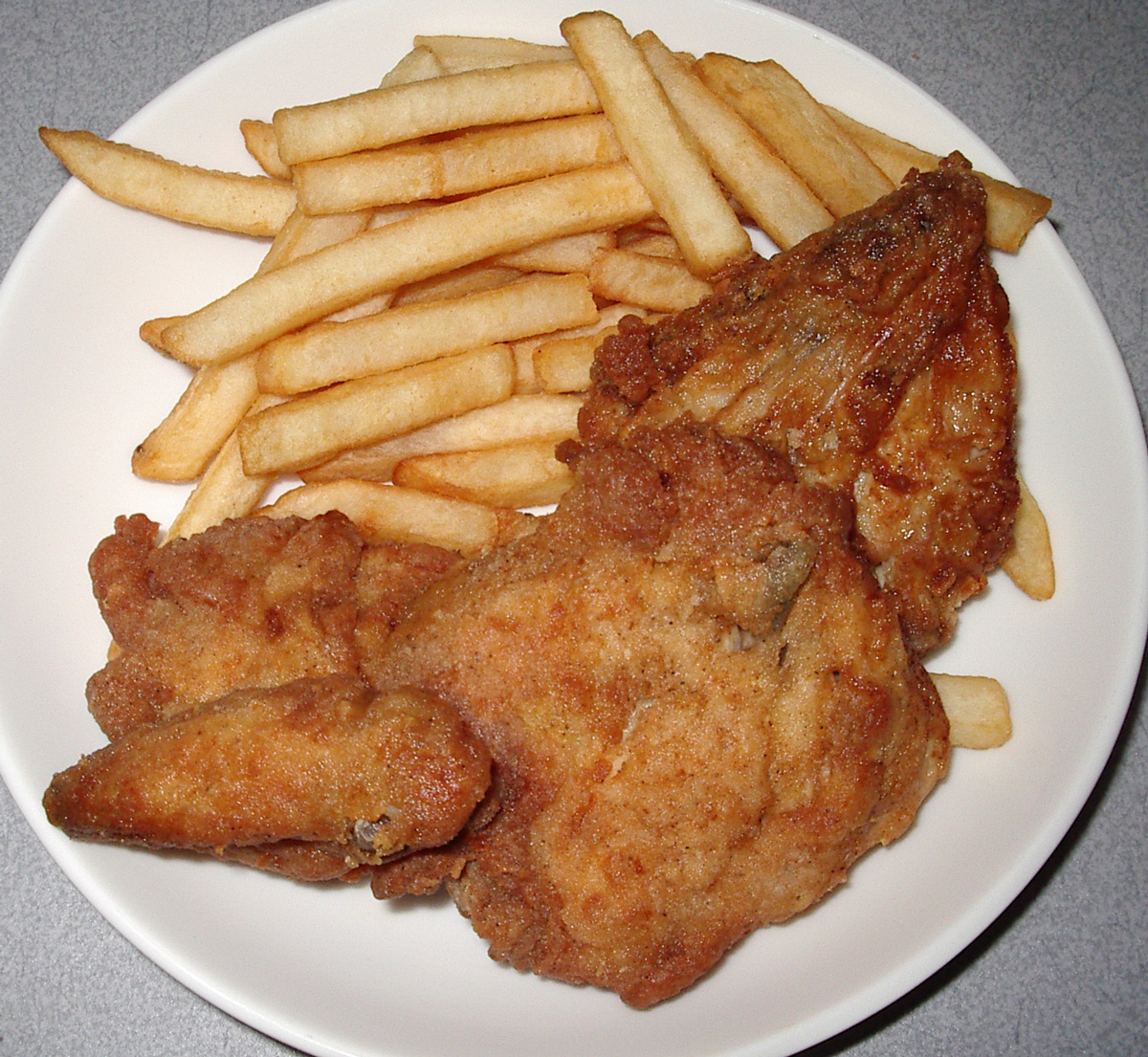
Fritované hranolky a kuřecí maso

Fritování je tepelná úprava pokrmu podobná smažení. Na rozdíl od smažení je pokrm při fritování celý ponořen do horkého oleje, jeho příprava je proto rychlejší a rovnoměrnější. Rovněž teplotu oleje lze regulovat, a tak nemusí docházet k nezdravému přepálení oleje. Optimální teplota je 180 °C. Je-li teplota nižší, fritované potraviny se nasáknou tukem. Proto zahajujeme fritování až v momentě, kdy je olej zahřátý na předepsanou teplotu. Nenecháváme však fritovací olej zahřívat příliš dlouho, protože tím by se snížila jeho kvalita.
Ke fritování se nejčastěji používá fritovací hrnec. Fritují se hranolky, potraviny v trojobalu (např. řízky), ryby atd. Ke fritování by se měly používat jen fritovací oleje, které mají vyšší tepelnou odolnost a delší trvanlivost. Můžeme také fritovat na ztuženém tuku, který se před použitím nakrájí na kousky. Nikdy by se nemělo míchat více druhů oleje a tuku dohromady. Fritovací olej je nutné po čase vyměnit, signálem by měla být změna barvy oleje a přítomnost nečistot.

## Zdraví
Některé druhy takto připravovaného jídla mohou být velmi nezdravou stravou vedoucí ke špatné životosprávě, obezitě, celulitidě a dalším zdravotním problémům a rizikům.
Vědci z Technické univerzity v Mnichově poprvé prokázali přítomnost rakovinotvorné látky – glycidamidu – ve smažených hranolcích a chipsech. Glycidamid je látka, jež vzniká při zahřívání produktů z brambor a je daleko nebezpečnější než v hranolcích v květnu 2002 objevený akrylamid.
Glycidamid byl při tomto testu prokázán ve výrobcích ve velmi malém množství, od 0,3 do 1,5 mikrogramu na kilogram v deseti vzorcích bramborových lupínků a ve třech druzích hranolků. Glycidamid i akrylamid se uvolňují ve vysokých teplotách při tepelném zpracování bramborových produktů. K tomu dochází při 120 stupních Celsia. Daleko nebezpečnější látky vznikají při teplotách nad 180 °C. Studie dále odhalila, že nejnižší koncentrace látky akrylamidu byla po smažení na palmovém oleji a nejvyšších hodnot dosahovaly potraviny po fritování na slunečnicovém oleji.